# 甲锗烷
甲锗烷是锗烷（GenH2n+2）中最简单的一种，分子式为GeH4。和同族的甲烷、甲硅烷一样，甲锗烷也是正四面体结构。甲锗烷在空气中燃烧生成二氧化锗和水。

## 合成
甲锗烷可通过以下方法合成：
- 化学还原法[1]：硼氢化钠、硼氢化钾、硼氢化锂、氢化铝锂、氢化铝钠、氢化锂、氢化钠或氢化镁还原锗、四氯化锗或二氧化锗。这类反应既可在水溶液中进行，也可在有机溶剂中进行。实验室中可通过含氢负离子的化合物与Ge（IV）化合物反应得到，如[2]：

Na2GeO3 + NaBH4 + H2 → GeH4 + NaBO2 + 2NaOH
- 电化学还原法：锗作阴极，钼或镉作正极。反应时阴极产生甲锗烷和氢气，阳极生成钼或镉的氧化物。
- 等离子合成法：用原子氢轰击锗，得到甲锗烷和乙锗烷。

## 自然含量
木星的大气中检测到了甲锗烷的存在。

## 用途
甲锗烷在600K时分解为锗和氢气。这种对热不稳定性被用于半导体工业中，即有机金属化学气相沉积法（MOCVD）。由于甲锗烷毒性较大，某些有机锗化合物（如异丁基锗）可以替代甲锗烷，应用于MOCVD中。

## 安全
甲锗烷可燃，并且有自燃的可能性。甲锗烷有毒。